# 五所川原駅
五所川原駅（ごしょがわらえき）は、青森県五所川原市字大町にある、東日本旅客鉄道（JR東日本）五能線の駅である。
本記事では、隣接している津軽鉄道津軽鉄道線の津軽五所川原駅（つがるごしょがわらえき）についても記載する。

## 歴史
陸奥鉄道の終着駅として開業した。開業6年後に国鉄五所川原線が開通、後に能代線と合わさって現在の五能線となる。1927年（昭和2年）には陸奥鉄道が国鉄に買収され、1930年（昭和5年）には津軽鉄道も乗り入れを開始する。1940年代末の津輕海峽隧道計画では五所川原駅から三厩駅を経て青函トンネルに向かう略図が書かれたこともあった。津軽鉄道の駅は1956年（昭和31年）に「津軽五所川原」に改称している。

### 年表
- 1918年（大正7年）9月25日：陸奥鉄道の川部駅から当駅までの開通と共に現在のJR駅が五所川原駅として開業する[1][3]。当時の所在住所は、北津軽郡平井村字雛田19番地7号[4][5]。
- 1924年（大正13年）10月21日：国鉄五所川原線が陸奥鉄道の延長線の形で当駅から陸奥森田駅まで開業する。
- 1927年（昭和2年）6月1日：陸奥鉄道が買収により国鉄五所川原線に編入される。
- 1930年（昭和5年）7月15日：津軽鉄道線五所川原駅開業。駅舎は国鉄との共同使用。
- 1936年（昭和11年）7月30日：現在の五能線が全通し東能代駅から川部駅までが五能線に改称される。
- 1956年（昭和31年）7月10日：国鉄五所川原駅より津軽鉄道線の駅が分離し、津軽五所川原駅に改称となる。
- 1958年（昭和33年）3月1日：津軽五所川原駅の業務委託開始[6]。
- 1976年（昭和51年）7月27日：国鉄の改築駅舎が竣工（使用開始は翌日）[7][新聞 1]。
- 1977年（昭和52年）8月1日：みどりの窓口を開設[8][新聞 2]。
- 1984年（昭和59年）2月1日：貨物の取り扱いを廃止[3]。
- 1985年（昭和60年）3月14日：荷物の扱いを廃止[3]。
- 1987年（昭和62年）4月1日：国鉄分割民営化により、国鉄駅が東日本旅客鉄道（JR東日本）の駅となる[3]。
- 1989年（平成元年）12月1日：JR駅構内に深浦・鰺ケ沢・五所川原・板柳駅を統括する「五能線営業所」が設置される。
- 1997年（平成9年）ごろ：JR駅待合室内にあった立喰いそば屋が撤退し、KIOSKに拡充。また、JRホーム上にあったKIOSKも撤退。
- 2000年（平成12年）：「五能線営業所」が廃止となる。
- 2006年（平成18年）3月20日：みどりの窓口を廃止し、「もしもし券売機Kaeruくん」が稼働開始[新聞 3]。
- 2007年（平成19年）4月1日：「びゅうプラザ弘前 五所川原派出」となり、びゅうプラザでの海外旅行取り扱いを廃止。
- 2010年（平成22年）4月1日：大間越駅 - 風合瀬駅間各駅の管理が深浦駅から当駅に変更となる（深浦駅は自駅のみ管理）。
- 2012年（平成24年）2月18日：「もしもし券売機Kaeruくん」に代わり指定席券売機を設置[報道 1]。
- 2013年（平成25年）8月1日：「秋田デスティネーションキャンペーン」に伴うJR駅の外観リニューアル工事が完了し、レンガ調になった駅舎が供用を開始[9][報道 2][報道 3]。
- 2015年（平成27年）
  - 9月30日：びゅうプラザの営業を終了。同時に指定席券売機も撤去される。
  - 10月1日：みどりの窓口が営業を再開。
- 2019年（平成31年）4月1日：深浦駅業務委託化に伴い、当駅管理下となる。
- 2020年（令和2年）10月31日：KIOSKが閉店[注 1]。
- 2021年（令和3年）
  - 6月30日：みどりの窓口の営業を終了[10]。
  - 7月1日：話せる指定席券売機を導入[10][11]。
- 2022年（令和4年）
  - 3月12日：弘前駅と統合した弘前営業統括センター発足に伴い、その傘下となる。
  - 9月13日：津軽五所川原駅に、階段昇降機設置。資金はクラウドファンディングを活用した[新聞 4]。
- 2024年（令和6年）
  - 6月22日：待合室が「昭和レトロ」をテーマに改装される[新聞 5]。
  - 10月1日：JR東日本（五能線）でえきねっとQチケのサービスを開始[12][報道 4]。

## 駅構造

### JR東日本
島式ホーム1面2線を有する地上駅である。駅舎とホームは跨線橋で連絡している。2番線に並行して留置線があり、当駅発着の臨時列車の留置に使用する。
五能線唯一の終日社員配置駅（直営駅）である。弘前統括センター傘下の管理駅として、大間越駅 - 藤崎駅間の各駅を管理している。自動券売機、話せる指定席券売機、待合室が設置されている。2015年（平成27年）9月30日まではびゅうプラザも設置されていた。
「みどりの窓口」については「もしもし券売機Kaeruくん」導入時に一度廃止され、その後「Kaeruくん」廃止時に指定席券売機が代替で設置された。指定席券売機で購入できないきっぷに関しては「びゅうプラザ」で取り扱っていたが、「びゅうプラザ」廃止に合わせて、有人の「みどりの窓口」が復活する措置がなされ、営業を再開した。なお、びゅうプラザ廃止と同時に指定席券売機も撤去された。
しかし、2021年（令和3年）6月30日には再びみどりの窓口が廃止され、翌日の7月1日からは操作型の話せる指定席券売機が営業を開始している。
2010年（平成22年）3月にはホーム上と改札口に、発車標が設置された。ただし、改札口の発車標には、「改札中」の表示はされない。
駅舎は2013年（平成25年）10月に開催された秋田デスティネーションキャンペーンに向けて、ハイカラな街 五所川原をコンセプトとし、同年8月1日にリニューアルされた。
2024年（令和6年）6月22日には「昭和レトロ」をテーマに改装された待合室が披露された。

#### のりば
| 番線 | 路線    | 方向 | 行先             |
| ---- | ------- | ---- | ---------------- |
| 1    | ■五能線 | 上り | 鰺ケ沢・深浦方面 |
| 2    | ■五能線 | 下り | 板柳・弘前方面   |

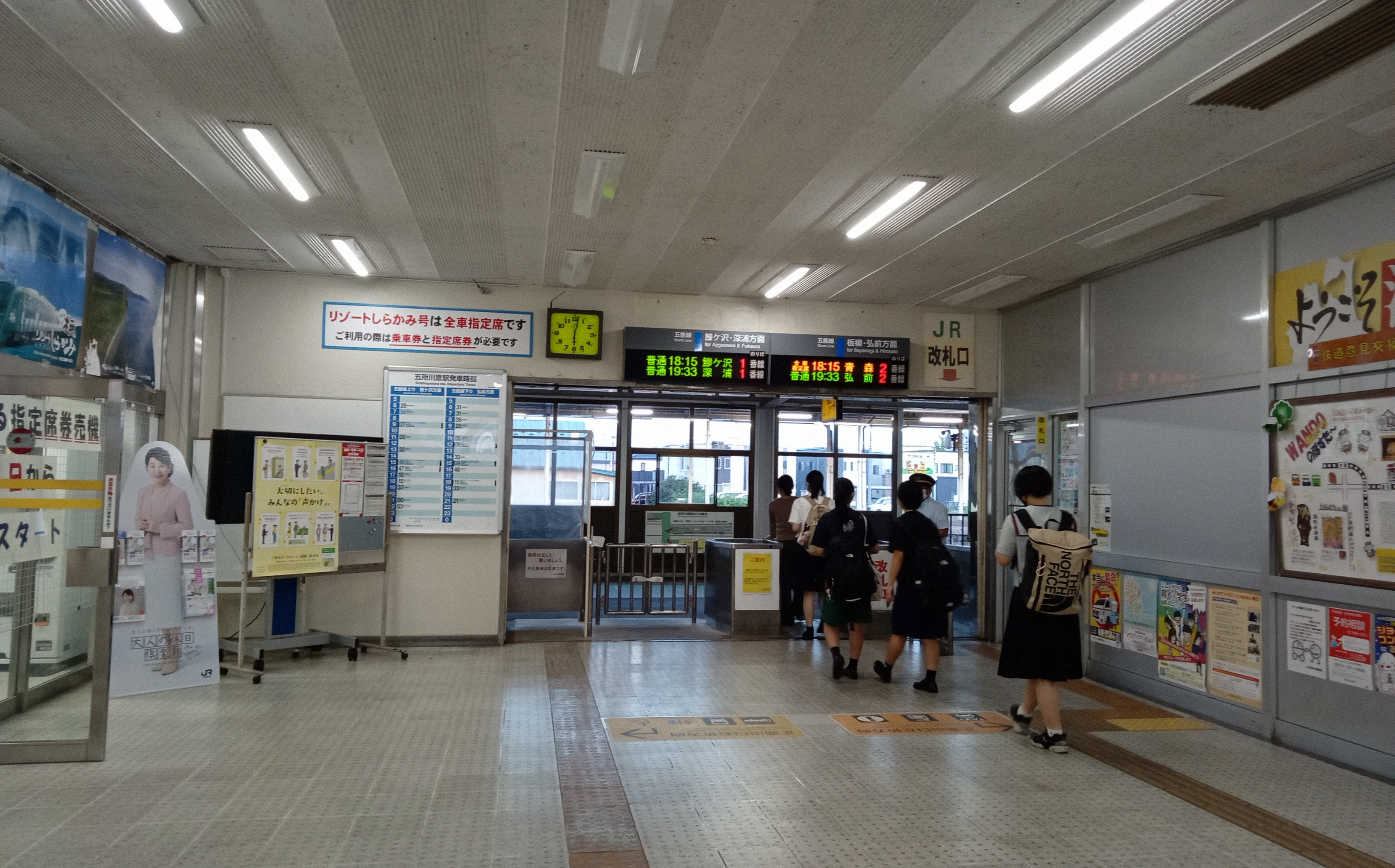
JR線改札口
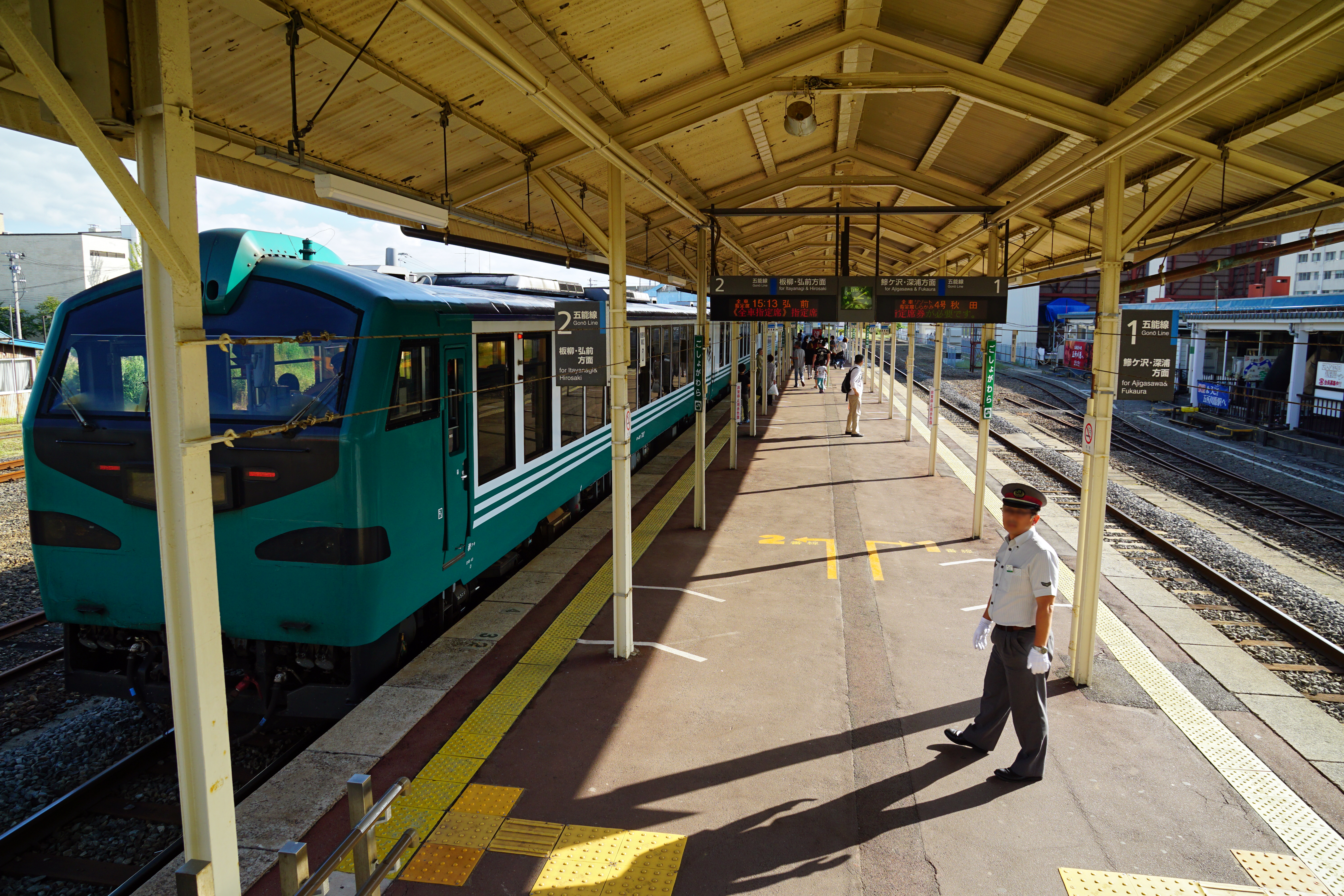
JR線ホーム

### 津軽鉄道
単式ホーム1面1線を有する地上駅である。通路および跨線橋はJRと共用しているが、駅舎や改札口は異なる。
駅舎に出札窓口を設け、自動券売機が設置されている。夜間・早朝時間帯は窓口が休止となる。ただし、運転扱いのため、ホームにある運転室には終日駅員が配置されている。JR線に比べて最終列車の時刻が早いため、津軽鉄道線ホームおよび跨線橋の津軽鉄道線へ向かう部分はJR線部分より先に消灯される。
当駅で乗車する場合、少人数の団体利用がある場合は、団体客と個人客の乗車口を分離する場合がある。当駅で下車する場合は乗車券や運賃は運賃箱に投入するため駅集札口では集札業務を行わない。ただし、ストーブ列車運転日や「金木桜まつり」期間中（混雑時のみ）は駅集札口にて集札を行う。
構内に津軽鉄道津軽五所川原機関区がある他、津軽鉄道の側線がJRの留置線とレールが接続されている。腕木式信号機は、場内進入時のみ使用し、出発時は当務駅長の合図で発車する。
2009年（平成21年）4月に旧駅売店跡地を使用して「駄菓子屋ちゃぺ」が開店したが撤退し、現在は五所川原農林高校のサテライト店が入っている。

#### のりば
| 番線 | 路線        | 行先               |
| ---- | ----------- | ------------------ |
| 3    | ■津軽鉄道線 | 金木・津軽中里方面 |

跨線橋にある3番線の路線名の案内板は、JR線を模したデザインではあるが、手書きである。
3番線の反対側に4番線の番号札が存在する。
しかし、番号札のみで路線名の案内板はなく、使用されていない車両が留置されているほか、木や案内板、自動販売機などでふさがれており、営業使用はされていない。

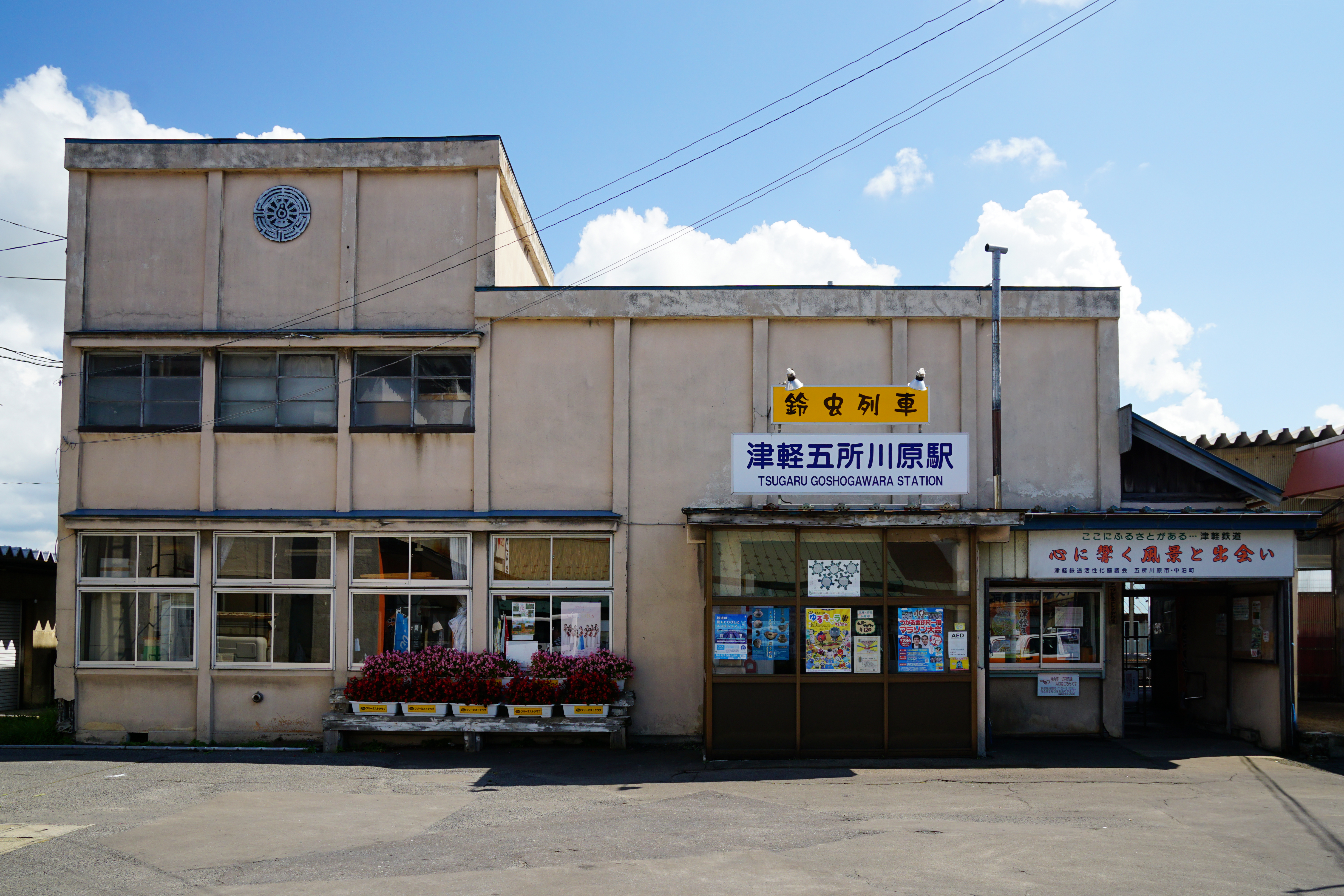
津軽鉄道線駅舎
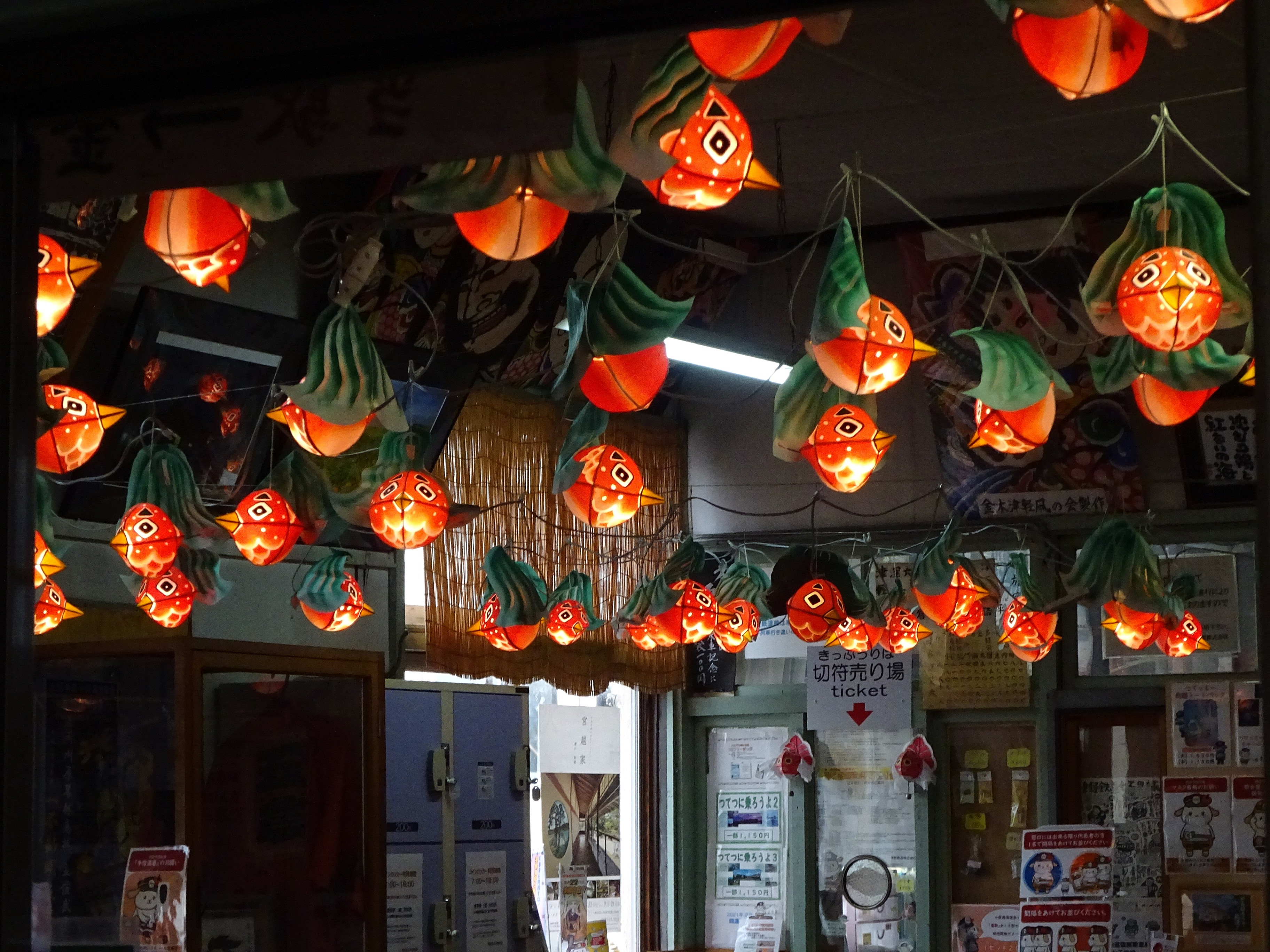
風鈴の装飾を施した駅舎内
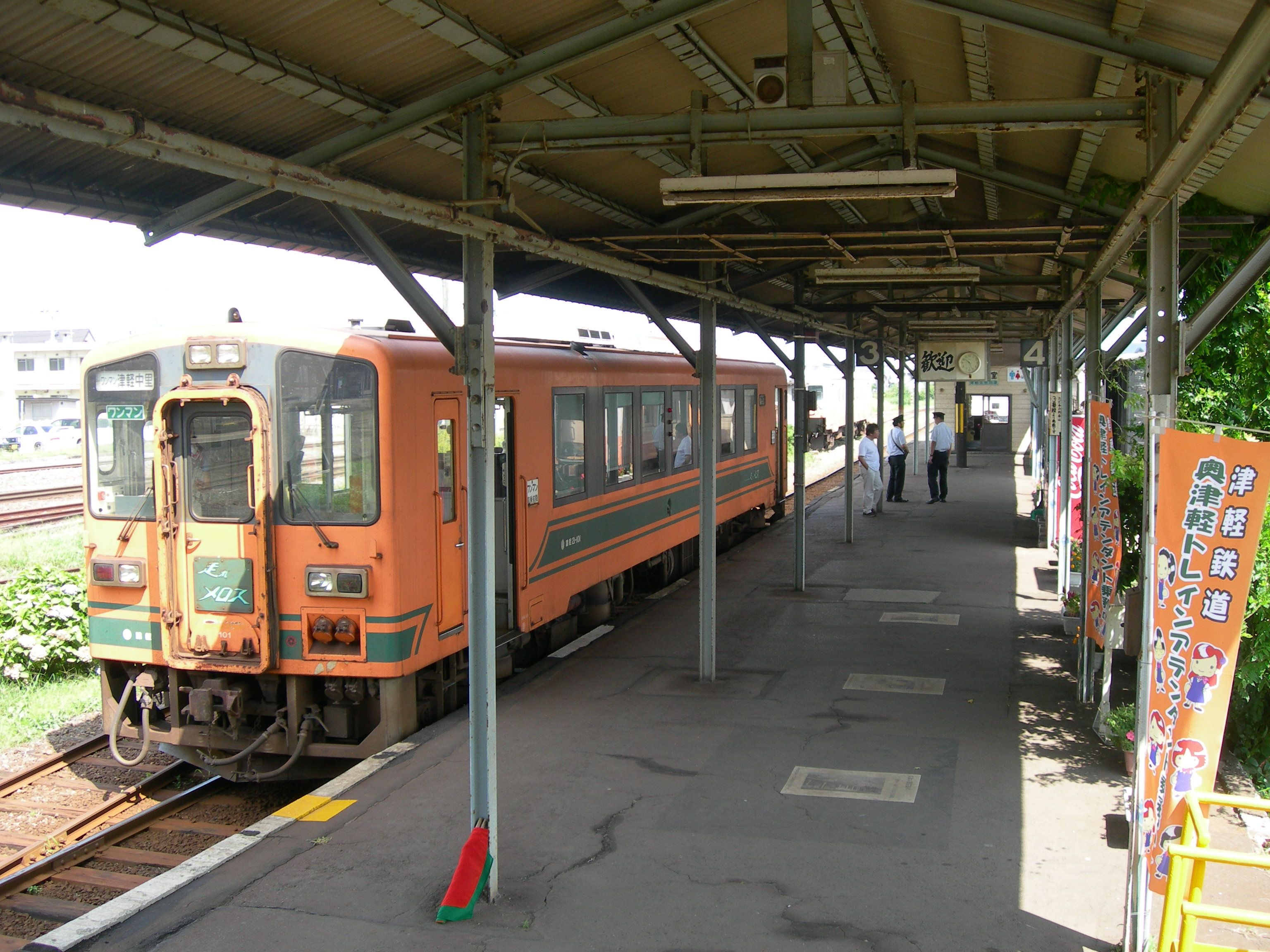
津軽鉄道線ホーム

## 利用状況
- JR東日本 - 2023年度（令和5年度）の1日平均乗車人員は707人である[JR 1]。
- 津軽鉄道 - 2023年度（令和5年度）の1日平均乗車人員は264人である[市 1]。

2000年度（平成12年度）以降の推移は以下のとおりである。
| 1日平均乗車人員推移 | 1日平均乗車人員推移 | 1日平均乗車人員推移 | 1日平均乗車人員推移 | 1日平均乗車人員推移 | 1日平均乗車人員推移 | 1日平均乗車人員推移 |
| 年度                | JR東日本            | JR東日本            | JR東日本            | 津軽鉄道            | 出典                | 出典                |
| 年度                | 定期外              | 定期                | 合計                | 津軽鉄道            | JR東日本            | 五所川原市          |
| ------------------- | ------------------- | ------------------- | ------------------- | ------------------- | ------------------- | ------------------- |
| 2000年（平成12年）  |                     |                     | 1,228               |                     | [ JR 2 ]            |                     |
| 2001年（平成13年）  |                     |                     | 1,162               |                     | [ JR 3 ]            |                     |
| 2002年（平成14年）  |                     |                     | 1,107               |                     | [ JR 4 ]            |                     |
| 2003年（平成15年）  |                     |                     | 1,005               |                     | [ JR 5 ]            |                     |
| 2004年（平成16年）  |                     |                     | 938                 |                     | [ JR 6 ]            |                     |
| 2005年（平成17年）  |                     |                     | 909                 |                     | [ JR 7 ]            |                     |
| 2006年（平成18年）  |                     |                     | 869                 |                     | [ JR 8 ]            |                     |
| 2007年（平成19年）  |                     |                     | 844                 |                     | [ JR 9 ]            |                     |
| 2008年（平成20年）  |                     |                     | 856                 | 350                 | [ JR 10 ]           | [ 市 2 ]            |
| 2009年（平成21年）  |                     |                     | 858                 | 400                 | [ JR 11 ]           | [ 市 2 ]            |
| 2010年（平成22年）  |                     |                     | 863                 | 365                 | [ JR 12 ]           | [ 市 2 ]            |
| 2011年（平成23年）  |                     |                     | 899                 | 335                 | [ JR 13 ]           | [ 市 2 ]            |
| 2012年（平成24年）  | 337                 | 556                 | 894                 | 353                 | [ JR 14 ]           | [ 市 2 ]            |
| 2013年（平成25年）  | 344                 | 560                 | 905                 | 356                 | [ JR 15 ]           | [ 市 3 ]            |
| 2014年（平成26年）  | 298                 | 535                 | 833                 | 318                 | [ JR 16 ]           | [ 市 4 ]            |
| 2015年（平成27年）  | 312                 | 513                 | 825                 | 330                 | [ JR 17 ]           | [ 市 5 ]            |
| 2016年（平成28年）  | 320                 | 515                 | 835                 | 308                 | [ JR 18 ]           | [ 市 6 ]            |
| 2017年（平成29年）  | 301                 | 539                 | 841                 | 331                 | [ JR 19 ]           | [ 市 7 ]            |
| 2018年（平成30年）  | 290                 | 550                 | 840                 | 317                 | [ JR 20 ]           | [ 市 8 ]            |
| 2019年（令和元年）  | 279                 | 512                 | 791                 | 312                 | [ JR 21 ]           | [ 市 9 ]            |
| 2020年（令和02年）  | 167                 | 496                 | 664                 | 211                 | [ JR 22 ]           | [ 市 10 ]           |
| 2021年（令和03年）  | 168                 | 507                 | 675                 | 225                 | [ JR 23 ]           | [ 市 11 ]           |
| 2022年（令和04年）  | 164                 | 530                 | 695                 | 278                 | [ JR 24 ]           | [ 市 12 ]           |
| 2023年（令和05年）  | 214                 | 492                 | 707                 | 264                 | [ JR 1 ]            | [ 市 1 ]            |

## 駅周辺
五所川原市の中心部で、駅周辺には役所や病院などの公的機関や各種銀行などがそろっている。
- 青森県道252号五所川原停車場線 - 駅から市内中心部へ通じる県道。
  - 国道339号
  - 五所川原市道大町寺町線
    - 県道252号五所川原停車場線を介しての間接接続。

  - 国道101号
  - 青森県道151号蒔田五所川原線
    - 青森県道252号五所川原停車場線・五所川原市道大町寺町線を介しての間接接続。
- 五所川原警察署
  - 五所川原駅前交番
- 五所川原市役所 - 2018年（平成30年）5月7日に駅近くに移転[14]。
- 津軽鉄道 本社
- 五所川原郵便局
- 立佞武多の館
- 陸奥新報社 五所川原支社
- つがる総合病院
- 五所川原商工会館
  - 五所川原エフエム 本社
  - 中三 五所川原営業所 （営業部門）
  - 青森放送 五所川原支局
  - 青森テレビ 報道部五所川原分室（かつては五所川原支局だったが、事実上の格下げ）
  - 弘南観光開発 五所川原営業所（青森営業所と統合され、2022年〈令和4年〉4月11日付けで弘南バス五所川原ターミナル内から移転。）
- 五所川原市中央公民館
- 駅前商店街
- ホテルサンルート五所川原
- 新生大橋（市道岩木町飯詰線）
- ロピア 五所川原店（旧イトーヨーカドー 五所川原店、2024年〈令和6年〉8月9日オープン）

## 弘南バス 五所川原駅前案内所
| 弘南バス 五所川原駅前案内所 |                          |
|                             |                          |
| 所在地                      | 五所川原市大字大町38番地 |
| バス事業者                  | 弘南バス                 |
| 所管営業所                  | 五所川原駅前案内所       |

弘南バス五所川原駅前案内所は、五所川原駅向かいにある弘南バスの案内所である。
2006年（平成18年）11月に建物の改修が行われ、売店・おやき屋・そば屋がリニューアルされたほか、トイレも改修した。かつては、弘南観光五所川原営業所を併設していたが、2022年（令和4年）4月11日付けで弘南観光五所川原営業所が青森営業所と統合され、近くの五所川原商工会館に移転し、2022年（令和4年）12月に、案内所事務所部分を全面改修し、待合室の一部も改修を実施した。

### 発着路線
- 特急「ニューノクターン号」新宿・横浜線
- 特急「パンダ号新宿線」
- 青森線
- 弘前線
- 鰺ヶ沢線
- 小泊線
- 市浦庁舎線
- 出来島線
- 広田団地線
- 豊川線
- 藻川線
- 飯詰線
- 七和線
- 商店街循環バス
- イオンモールつがる柏 無料シャトルバス（火・土・日曜・祝日のみ）

### 取り扱い乗車券類
- 定期券（MegoICa定期券のみ。紙式定期券の取り扱いは終了。）
- 高速バス（「パンダ号（昼行の「スカイ線」含む）」・「ニューノクターン号」・「キャッスル号」）乗車券[注 7]
- 津軽浪漫フリーパス（MegoICaへの登録のみ。紙券での取り扱いは終了。）
  - ワンバケーションパスは、MegoICa導入により、バス車内のみの購入となったため、取り扱いを終了した。
- ターミナル内には、青森市内・弘前バスターミナル・木造・十三までの自動券売機が設置されていたが、2014年（平成26年）4月の消費税増税に対応できなかった為、撤去された。また、地域連携ICカード「MegoICa」導入に伴い、2023年（令和5年）2月24日をもって、高速バス乗車券を除く乗車券・回数券の取り扱いを終了した。

### その他
- 窓口営業時間内は案内放送があり、発車の際はベルが鳴る。
- のりばは3つあるが、到着順での停車となるため、行き先は特に決められていない。基本的に発車5分前までにバスは入線するが、五所川原営業所始発便は市内の交通状況により遅れる場合もある。
- 五所川原営業所行きは、降車専用停留所からの乗車となる。ただし、待合室内や降車専用停留所には通過予定時刻の掲出はない。

## その他
「巨大な立佞武多で有名な津軽半島の玄関口」として、2002年（平成14年）に東北の駅百選へ選定された。

## 隣の駅
東日本旅客鉄道（JR東日本）
■五能線
- 臨時快速「リゾートしらかみ」停車駅

□快速（上りのみ）・■普通
木造駅 - 五所川原駅 - *津軽湊駅 - *陸奥亀田駅 - 陸奥鶴田駅
*打消線は廃駅
津軽鉄道
■津軽鉄道線　
津軽五所川原駅 - **十川駅 - 津軽飯詰駅
**上り最終列車は五農校前駅および十川駅を通過する。

### 記事本文